# King Kong de manjar blanco
El King Kong es un dulce típico de la gastronomía del Perú, originario de la costa norte, específicamente Lambayeque, y tradicional en ese departamento y en La Libertad. Consiste en un gran alfajor elaborado con galletas hechas de harina, mantequilla, yemas de huevo y leche unidas con manjar blanco, dulce de piña y dulce de maní, o diversos tipos de mermeladas. Se vende en presentaciones de medio y un kilo, y también en pequeñas porciones individuales.

## Historia

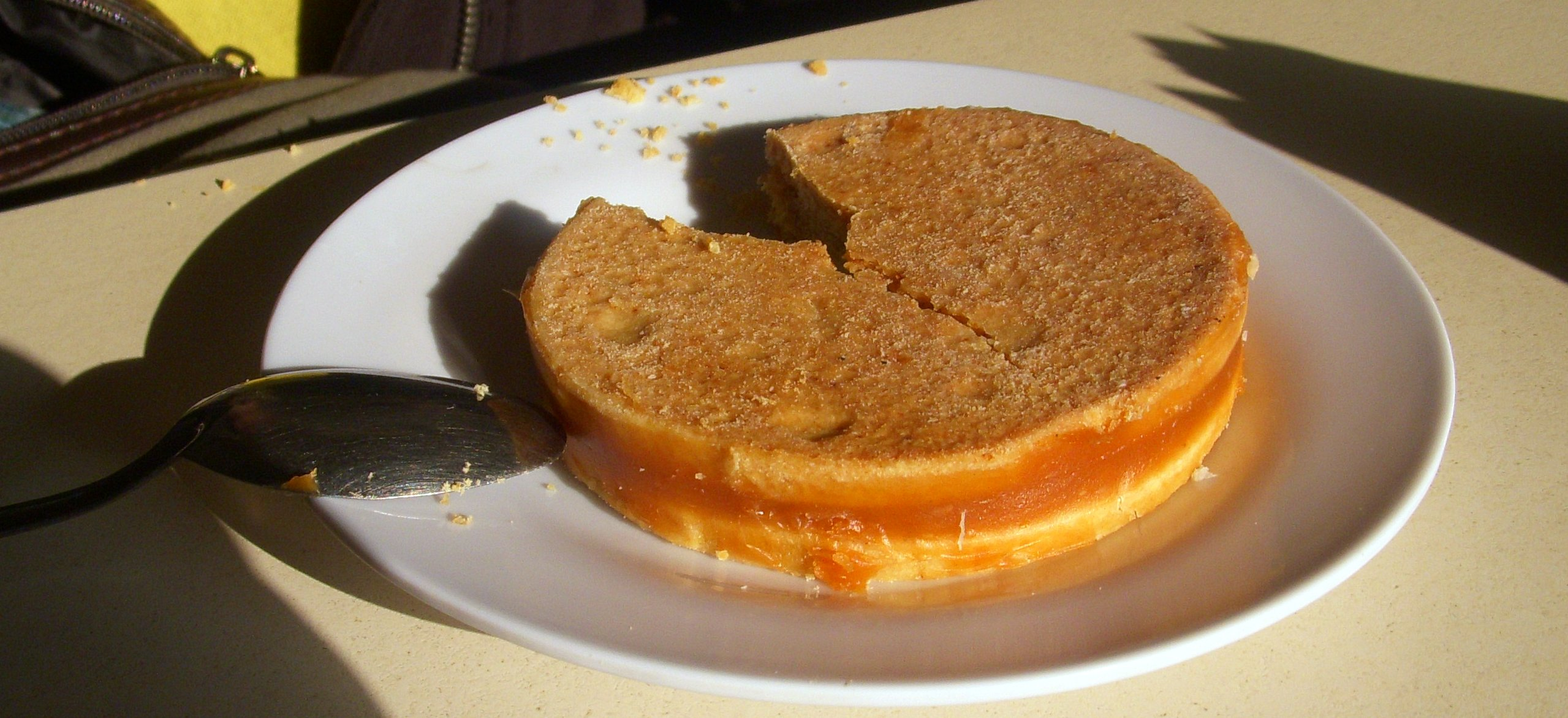
Alfajor de Trujillo, origen del king kong de manjarblanco norteño

El 'king kong' tiene su origen en el alfajor de Trujillo, de forma redonda. Este alfajor y otros dulces tradicionales, fue inicialmente elaborado en la década de 1920 por la lambayecana Victoria Mejía de García. Posteriormente, durante los años 30, se exhibía en la ciudad de Lambayeque la famosa película King Kong, la picardía popular comparó el molde y tamaño de este contundente dulce con la figura del gran gorila, bautizándolo desde entonces como el «King Kong».
En 1943 la empresa San Roque, propiedad de la familia García Mejía, patentó la receta original del King Kong de manjar blanco. Este dulce suele ser de forma rectangular aunque es posible encontrar presentaciones circulares en el mercado.
Actualmente muchas fábricas se dedican a la producción de este dulce, siendo las más antiguas y conocidas las fábricas San Roque (Lambayeque), que inaugura su primera planta productora en 1970, y Lambayeque. También están las fábricas Mochica, y Tumbas Reales.

## Impacto sociocultural

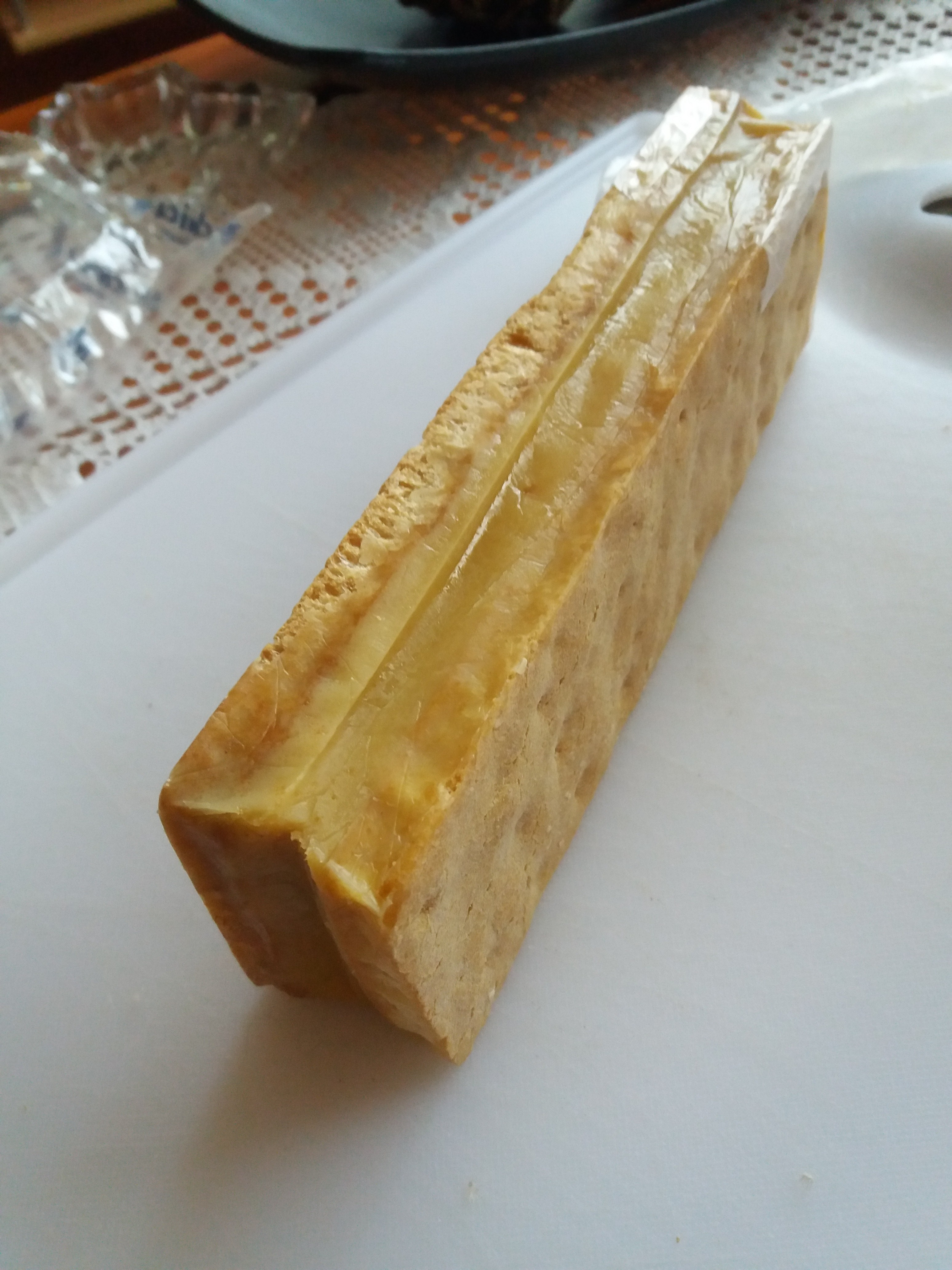
Barra rellena de manjar blanco

El King Kong es reconocido como patrimonio de la Región Lambayeque y los mayores productores se encuentran agrupados en la Asociación de Productores del King Kong y Dulces Típicos de la Ciudad de Lambayeque (APROKLAM), constituida por 11 fábricas formales dedicadas a la elaboración de este manjar. La APROKLAM ha iniciado el proceso para obtener la denominación de origen.
El «King Kong» es uno de los productos de exportación en la región Lambayeque, siendo los Estados Unidos el principal comprador; también se exporta el producto a Japón, Canadá, Costa Rica, Italia y España.
Una actividad popular en la ciudad de Lambayeque es la elaboración de grandes muestras de «King Kong», cuyo peso es cercano a una tonelada, que se degustan masivamente para promocionar el producto durante la «Feria Tradicional del King Kong» que se celebra cada año durante Fiestas Patrias.